# 近傍 (位相空間論)

平面上の集合 V が点 p の近傍であるのは、p を中心とする小さな円板が V に含まれるときである。

矩形の頂点に対して、その円板は近傍でない。

数学の位相空間論周辺分野でいう近傍（きんぼう、英: neighborhood）は位相空間の基本概念の一つで、直観的に言えば与えられた点を含む集合で、その点を少しくらい動かしてもその集合から外に出ないようなものをいう。
近傍の概念は開集合と内部の概念と密接な関連がある。

## 定義
位相空間 X と X の点 p に対して、p の近傍とは、p を含む X のある開集合 U を含むような X の部分集合
{\displaystyle V(\supseteq U\ni p)}
をいう。これは V の内部に p が含まれるといっても同じことである。
注意すべきは、V それ自体は X の開集合である必要はないことである。V 自身が開集合となるときは特に開近傍と呼ぶ。文献によっては開近傍を以って単に近傍とする場合もあるが、普通はそのことを断る。
また、任意の開集合はそれに含まれる全ての点の（開）近傍である。
一つの点の近傍全体の成す集合族は、その点における全近傍系と呼ばれる。
X の部分集合 S に対して、S の近傍とは、S を含む開集合を含む集合 V をいう。従って、集合 V が S の近傍であるための必要十分条件は、それが S の点すべての近傍となることである。従ってさらに、V が S の近傍であることと S が V の内部の部分集合であることとは同値である。

## 距離空間における近傍

平面上の集合 S と S の一様近傍 V

距離空間 (X, d) において、X の部分集合 V が X の点 p の近傍であるとは、p を中心とする半径 r の開球体
{\displaystyle B_{r}(p)=B(p;r)=\{x\in X\mid d(x,p)<r\}}
で、V に含まれるようなものが存在することをいう。
V が X の部分集合 S の一様近傍であるとは、正の実数 r > 0 が存在して、S の任意の点 p に対して
{\displaystyle B_{r}(p)=\{x\in X\mid d(x,p)<r\}}
が V に含まれるときにいう。
各 r > 0 に対して、集合 S の r-近傍 Sr とは S からの距離が r より小さいような X の点全体の成す集合をいう。これは S の各点を中心とする半径 r の開球体全体の和集合が Sr であるといっても同じである。
従って直接的に、r-近傍が一様近傍であること、および、ある集合が一様近傍であるための必要十分条件が、その集合が適当な値の r に対する r-近傍を含むことであることなどが分かる。

## 例
実数全体の成す集合 R 上に通常のユークリッド距離を入れたものを考え、部分集合 V を
{\displaystyle V:=\bigcup _{n\in \mathbb {N} }B(n;\,1/n)}
で定めると、V は自然数全体の成す集合 N の近傍であるが、一様近傍ではない。

## 近傍系の定める位相
上述の定義は開集合が既に与えられているときには有用であるが、そうでない場合にも位相を定義する方法は複数存在しており、先に近傍系を定義しておいてそれを用いて開集合を「その各点の近傍が常に含まれる集合」として定義することも可能である。
X 上の近傍系とは、X の各点に X の部分集合からなるフィルター N(x) で以下の条件を満足するものを割り当てたものである。
1. 点 x は N(x) のどの元 U にも含まれる。{\displaystyle \forall U\in N(x):\ x\in U}
2. N(x) の各元 U について N(x) の元 V で V の各元 y に対して U が N(y) に属するようなものが存在する。（上の条件により y は U に含まれるので V は U に含まれる）{\displaystyle \forall U\in N(x),\ \exists V\in N(x):\ \forall y\in V,\ U\in N(y)}

この定義と先の定義とは両立する。すなわち、開集合系を使って定義される近傍系から得られる位相は元々の位相と一致し、かつ逆に近傍系から得られる位相に関する開集合系によって位相を定めたものも元々の位相に一致する。

## 一様近傍
一様空間 (X, δ) において、X の部分集合 V が X の点 P の一様近傍であるとは、P が X ∖ V に近くないこと、つまり P と X ∖ V をともに含む近縁が存在しないことをいう。

## 穴あき近傍
点 p の穴あき近傍 (punctured neighborhood) は、p の近傍から {p} を除いた集合を言う。例えば、区間 (−1, 1) = {y : −1 < y < 1} は点 p = 0 の近傍であるから、集合
{\displaystyle (-1,0)\cup (0,1)=(-1,1)\setminus \{0\}}
は点 0 の穴あき近傍となる。与えられた点の穴あき近傍は実際にはその点の近傍ではないことに留意すべきである。穴あき近傍の概念は解析学における函数の極限の定義に現れる。